# District de Hamyang
Le district de Hamyang est un district de la province du Gyeongsang du Sud, en Corée du Sud.

## Personnalités liées
- Jung Young-moon (1965), écrivain